# 31号美国国道
31号美国国道（英語：或）連接北密歇根和南阿拉巴馬。其南端與90号及98号美国国道在阿拉巴馬州西班牙堡交匯；北端和75号州际公路在密歇根州麦基诺城南部匯合。
以前31号美国国道能以汽車渡輪橫跨麦基诺水道後於密西根上半島的圣伊尼亚斯連接2号美国国道，然後才沿著麦基诺大桥（屬75號州際公路）南向到達麥基諾城。此国道以前亦能經穿過莫比爾灣的長橋進入莫比尔的市中心。

## 外部連結
- Endpoints of U.S. Highway 31（页面存档备份，存于）
- Indiana Highway Ends: US 31
- US-31 Endpoint Photos
- Former US-31 U.P. Terminus (now Mackinaw Trail)